# Richard Klewer

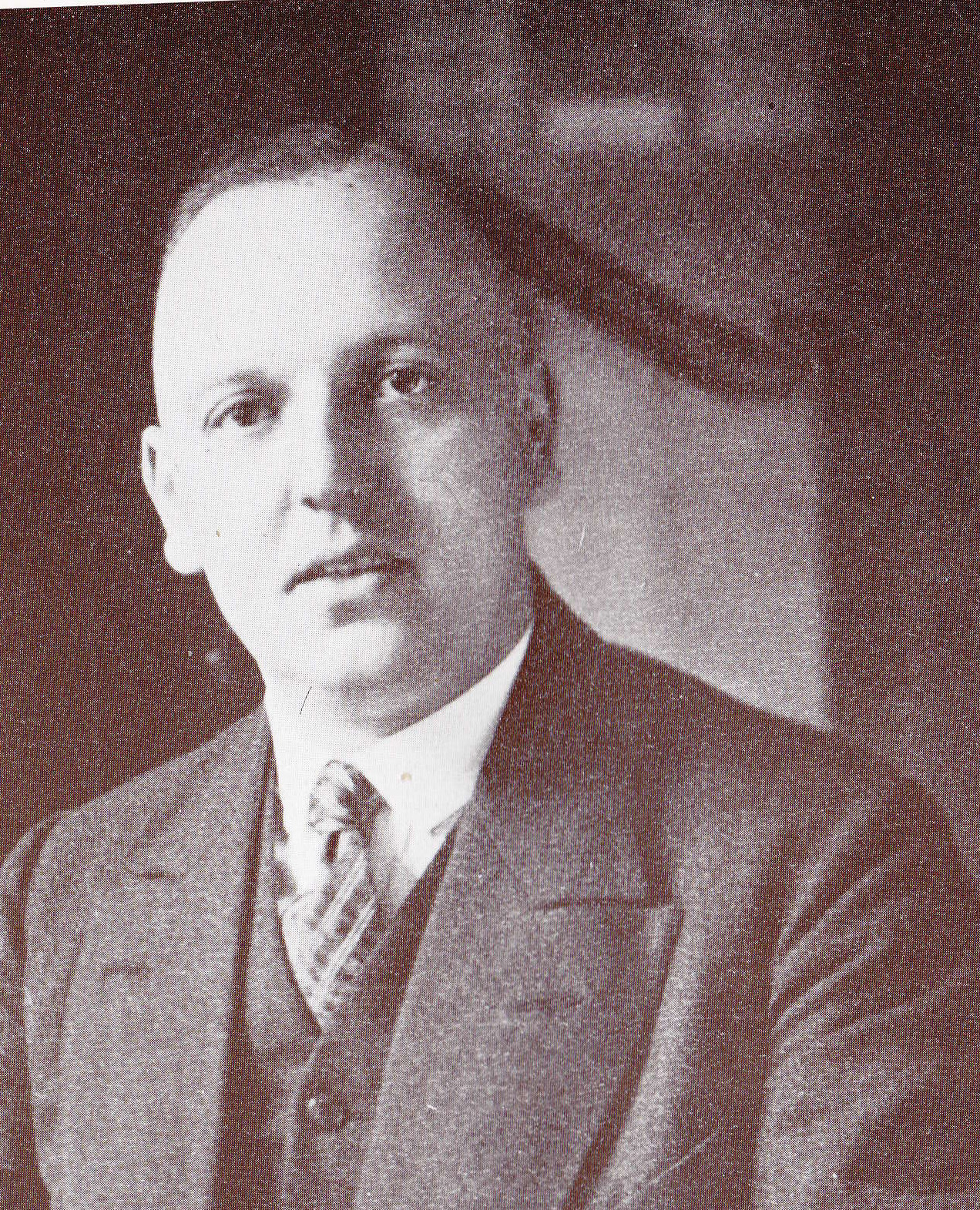
Richard Klewer (1932)

Richard Klewer (* 9. April 1898 in Arnsberg; † 1973) war ein deutscher Kommunalpolitiker. Er war Bürgermeister der Städte Werl und Iserlohn sowie Landrat der Kreise Iserlohn und Olpe. 

## Leben
Im Jahr 1917 begann Richard Klewer als Mitarbeiter des Landratsamtes des Kreises Arnsberg seinen Staatsdienst. Während seiner Karriere arbeitete er in den Verwaltungen von Meschede, Grevenbroich und Mönchengladbach. Klewer arbeitete bis ins Jahr 1934 in der Verwaltung.  

### Bürgermeister von Werl
Am 28. März 1933, vier Tage nach Verkündigung des Ermächtigungsgesetzes, vollzog sich in Werl die Machtübernahme durch die Nationalsozialisten. Um die Mittagszeit beurlaubte der Regierungspräsident in Arnsberg telegrafisch den amtierenden Werler Bürgermeister Friedrich Nachtsheim, gleichzeitig wurde Klewer, zunächst kommissarisch, zum neuen Bürgermeister ernannt. Für die Fortführung der Verwaltungsgeschäfte wurde ihm der Soester Regierungsassessor van der Sandt bestellt.
Mit Klewers Dienstantritt in Werl war auch die Übernahme wichtiger Verwaltungsstellen durch Parteimitglieder verbunden. Für unliebsame Verwaltungsmitarbeiter wurden Beurlaubungen und Pensionierungen ausgesprochen und Pressekampagnen sowie Diskriminierungen angedroht.Der vorherige Bürgermeister Nachtsheim wurde in der Nacht vom 5. auf den 6. Juli 1933 in seiner Wohnung überfallen, misshandelt und von der SA in "Schutzhaft" genommen.:828
Die Urkunde zur Ernennung des Franz von Papen zum Ehrenbürger der Stadt Werl trägt seine Unterschrift (→ Franz von Papen als Ehrenbürger). Die Feierlichkeiten unter Anwesenheit des Vizekanzlers waren eines der wichtigsten Ereignisse in seiner Amtszeit. Ebenfalls wurden in dieser Zeit Adolf Hitler und Paul von Hindenburg zu Ehrenbürgern ernannt. Diese erschienen allerdings nicht persönlich zur Ernennung, sondern dankten mit Handschreiben. Hitler nahm den Ehrenbürgerbrief am 8. Februar 1934 aus der Hand von Klewer persönlich in der Reichskanzlei entgegen. Den Brief für Hindenburg gab Klever am 9. Februar 1934 im Präsidentenbüro ab. 
Ebenfalls in seine Amtszeit fielen der Bau und die Eröffnung des Fliegerhorst Werl, für den er sich stark einsetzte. Er erhoffte sich die Schaffung von Arbeitsplätzen und die Belebung der städtischen Wirtschaft.:895
Klewer wurde 1943 auf Betreiben des SA-Hauptsturmführers, Ratsherrn der NSDAP und Fabrikdirektors Fritz Heinrich, der großen Einfluss in der Werler Partei hatte, abgesetzt und durch Walter Riedel ersetzt. 

### Bürgermeister von Iserlohn
Am 1. Februar 1943 wurde Klewer zum Bürgermeister der Stadt Iserlohn ernannt. In dieser Stellung verblieb er bis zum 4. Mai 1945. Seit dem 19. April trug er dabei den Titel eines Oberbürgermeisters und leitete in Personalunion auch das Landratsamt des Kreises Iserlohn. Dieses blieb bis zum 20. Juli 1945 unter seiner Verwaltung, als er kurz nach Kriegsende in gleicher Stellung zum Landratsamt des Kreises Olpe wechselte. Im Zuge der Verwaltungsstrukturänderungen (→ Doppelspitze) unter der britischen Militärregierung wechselte Klewer zum 21. Februar 1946 in das neu geschaffenen Amt des Oberkreisdirektors, der nun Leiter der Verwaltung war. Zum 9. Dezember 1946 erfolgte die Versetzung in den einstweiligen Ruhestand. Nach 1948 war Klewer als Verwaltungsrechtsrat bei der Kreisverwaltung Meschede beschäftigt.

## Presse
- Soester Anzeiger vom 13. April 1933 (Bericht über die Amtsübernahme)